# Chile en los Juegos Olímpicos de Sídney 2000
La participación de Chile en los Juegos Olímpicos de Sídney 2000 fue la decimonovena actuación olímpica de ese país y la decimocuarta oficialmente organizada por el Comité Olímpico de Chile (COCh). La delegación chilena estuvo compuesta de 50 deportistas —43 hombres y 7 mujeres — que compitieron en 14 de los 28 deportes reconocidos por el Comité Olímpico Internacional (COI) en los Juegos Olímpicos de verano.

## Medallero
| Medalla           | Nombre              | Deporte | Evento           | Fecha            |
| ----------------- | ------------------- | ------- | ---------------- | ---------------- |
| Medalla de bronce | Selección de Fútbol | Fútbol  | Torneo masculino | 29 de septiembre |

## Medalla de bronce en fútbol
En enero de 2000, se disputó el Torneo Preolímpico Sudamericano Sub-23 de 2000 en la ciudad brasileña de Londrina para elegir las dos selecciones Sub-23 representantes de Sudamérica en los Juegos Olímpicos de Sídney de dicho año. El equipo chileno quedó en el grupo A, junto con los locales, Colombia, Venezuela y Ecuador. Chile empató 1-1 con los brasileños y luego derrotó por 2-1 al seleccionado ecuatoriano y por 3-0 al combinado venezolano; sin embargo, la selección colombiana barrió con los chilenos por 5-1. Para poder clasificar, Chile tenía que esperar que Brasil derrotara a Colombia por un marcador casi imposible de siete goles de diferencia. En el minuto 64 de ese partido, el brasileño Adriano marcó el séptimo gol. El partido finalizó 9-0 a favor de los locales y, con ese resultado, Chile clasificó segundo de su grupo a la segunda fase.
Brasil, Chile, Uruguay y Argentina llegaron al cuadrangular final de Londrina. La selección chilena, la Roja, derrotó a los uruguayos por 4-1 y luego perdió por 3-1 ante Brasil, por lo que debió definir ante Argentina; ambos equipos igualaban en puntaje y goles por lo que el que anotara, clasificaba a Sídney. En el minuto 86, Reinaldo Navia marcó el único gol del partido y dio los boletos para el equipo nacional a unos Juegos Olímpicos por cuarta vez —anteriormente, la selección chilena había estado presente en Ámsterdam 1928, Helsinki 1952 y Los Ángeles 1984—.
La selección olímpica fue dirigida por Nelson Acosta y estaba compuesta por los sub-23: Cristián Álvarez, Francisco Arrué, Pablo Contreras, Javier di Gregorio, Sebastián González, David Henríquez, Manuel Ibarra, Claudio Maldonado, Reinaldo Navia, Rodrigo Núñez, Rafael Olarra, Patricio Ormazábal, David Pizarro, Mauricio Rojas y Rodrigo Tello, y los tres miembros elegidos de la selección adulta: el defensa Pedro Reyes, el arquero Nelson Tapia y el capitán Iván Zamorano.
Ya en los juegos, el 14 de septiembre de 2000, Chile se enfrentó a la selección de Marruecos, derrotándola por 4-1 con tres goles de Zamorano y uno de Navia. Tres días después, en la misma subsede de Melbourne, los goles de Olarra y Navia (2) marcaron el 3-1 final con el que fue vencida la selección española, una de las favoritas tras la presea dorada. En Adelaida, Corea del Sur derrotó a la selección sudamericana por 1-0, pero de cualquier forma, Chile clasificó como líder del grupo B.
El día 23, en cuartos de final, Chile se enfrentó a Nigeria. Contreras, Zamorano, Navia y Tello marcaron, consiguiendo el 4-1 con el que se imponían ante el cuadro africano. Melbourne recibió nuevamente a la selección chilena en semifinales ante la selección de Camerún. Sin embargo, la selección fue eliminada por 2-1 (goles de M'boma y Etame, autogol de Wome).
Finalmente, el 29 de septiembre, Chile alcanzó la medalla de bronce, al vencer a la selección de Estados Unidos con dos goles de Iván Zamorano.
| Grupo B, 1ª Fecha; 14 de septiembre de 2000 | Marruecos  | 1:4 (0:2) | Chile                                            | Melbourne Cricket Ground, Melbourne                          |                                                              |
| 20:00 (AEST)                                | Ouchla 79' | Reporte   | Zamorano 36' 45+1' (pen.) 55' · Navia 72' (pen.) | Asistencia: 22 654 espectadores Árbitro(s): Saad Kameel Mane | Asistencia: 22 654 espectadores Árbitro(s): Saad Kameel Mane |

| Grupo B, 2ª Fecha; 17 de septiembre de 2000 | España     | 1:3 (0:2) | Chile                      | Melbourne Cricket Ground, Melbourne                                 |                                                                     |
| 20:00 (AEST)                                | Lacruz 54' | Reporte   | Olarra 24' · Navia 41' 90' | Asistencia: 58 061 espectadores Árbitro(s): Felix Onias Tangawarima | Asistencia: 58 061 espectadores Árbitro(s): Felix Onias Tangawarima |

| Grupo B, 3ª Fecha; 20 de septiembre de 2000 | Corea del Sur     | 1:0 (1:0) | Chile | Hindmarsh Stadium, Adelaida                              |                                                          |
| 18:30 (ACST)                                | Lee Dong-gook 28' | Reporte   |       | Asistencia: 16 309 espectadores Árbitro(s): Ľuboš Micheľ | Asistencia: 16 309 espectadores Árbitro(s): Ľuboš Micheľ |

| Cuartos de final; 23 de septiembre de 2000 | Chile                                                | 4:1 (3:0) | Nigeria   | Melbourne Cricket Ground, Melbourne                          |                                                              |
| 20:00 (AEST)                               | Contreras 17' · Zamorano 18' · Navia 42' · Tello 65' | Reporte   | Agali 76' | Asistencia: 44 425 espectadores Árbitro(s): Saad Kameel Mane | Asistencia: 44 425 espectadores Árbitro(s): Saad Kameel Mane |

| Semifinales; 26 de septiembre de 2000 | Chile             | 1:2 (0:0) | Camerún                       | Melbourne Cricket Ground, Melbourne                      |                                                          |
| 20:00 (AEST)                          | Abanda 78' (a.g.) | Reporte   | Mboma 84' · Lauren 89' (pen.) | Asistencia: 64 338 espectadores Árbitro(s): Stéphane Bré | Asistencia: 64 338 espectadores Árbitro(s): Stéphane Bré |

| Partido por la Medalla de Bronce; 29 de septiembre de 2000 | Estados Unidos | 0:2 (0:0) | Chile                   | Estadio de Fútbol de Sídney, Sídney                        |                                                            |
| 20:00 (AEST)                                               |                | Reporte   | Zamorano 69' (pen.) 84' | Asistencia: 26 381 espectadores Árbitro(s): Simon Micallef | Asistencia: 26 381 espectadores Árbitro(s): Simon Micallef |